# Klyxum legitimum
Klyxum legitimum är en korallart som först beskrevs av Tixier-Durivault 1970.  Klyxum legitimum ingår i släktet Klyxum och familjen Nephtheidae. Inga underarter finns listade i Catalogue of Life.